# Crusch (Sent)

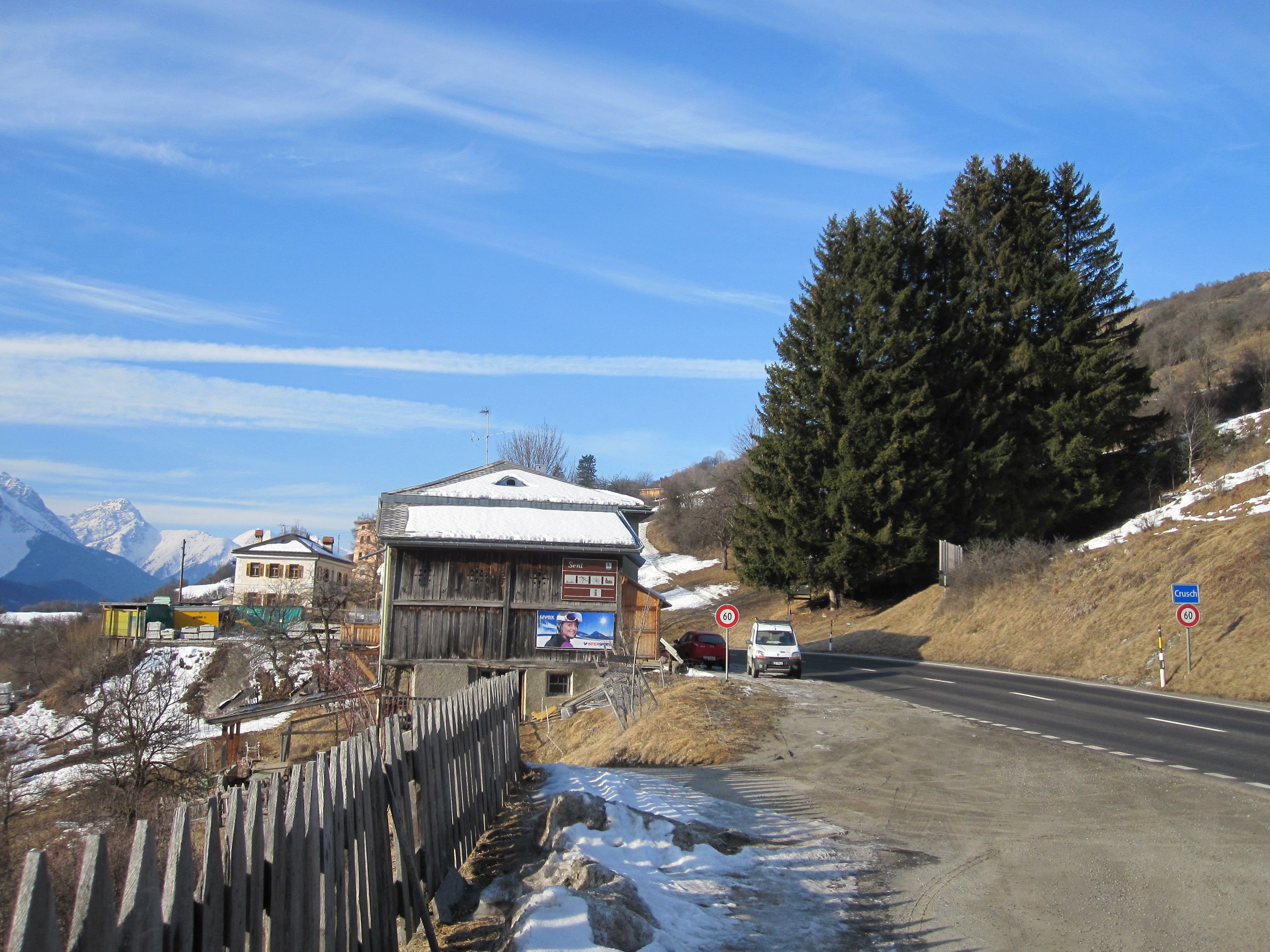
Dorfeingang von Ramosch her kommend

Crusch mit Ramosch im Hintergrund, historisches Luftbild von Werner Friedli (1949)

Crusch ([kruʃ]ⓘ, rätoromanisch im Idiom Vallader, wörtlich «Kreuz») ist ein Dorf im Unterengadin im Schweizer Kanton Graubünden.

## Geografie
Crusch ist ein Strassendorf an der Hauptstrasse 27 zwischen Scuol und Ramosch. Das Dorf Sent liegt auf der linken Talseite erhöht am Hang, die Fraktion Sur En im Talboden am Inn. Bis 1885 existierte unterhalb von Crusch der Weiler Muntatsch. 

## Geschichte
Der Name Muntatsch wurde bereits 1573, und der Name Crusch erst rund zweihundert Jahre später in Chroniken erwähnt. Dies lässt darauf schliessen, dass in Muntatsch zuerst gesiedelt wurde, später aber die Siedlung ins heutige Crusch verlegt worden ist.
Die Fraktion Crusch gehörte bis 2014 zur politischen Gemeinde Sent, seither zu Scuol.